# Renault Korea Motors
Renault Korea Motors (korejsko 르노코리아자동차) je južnokorejski proizvajalec avtomobilov s sedežem v Pusanu, kjer ima tudi tovarno za končno montiranje. Podjetje obratuje tudi na drugih lokacijah, med drugim v Seulu (uprava), Giheungu (raziskave in razvoj) in Daegu (testiranje vozil). Podjetje je leta 1994 s tehnično podporo Nissana ustanovil Samsung. S prodajami avtomobilov je podjetje pričelo tik pred vzhodnoazijsko finančno krizo leta 1998. Leta 2000 je postalo hčerinsko podjetje francoskega avtomobilista Renaulta in se preimenovalo v Renault Samsung Motors (RSM), čeprav je Samsung pri tem ohranil manjšinski delež. Marca 2022 je sprejel ime Renault Korea Motors, avgusta pa je ime potrdil za uradno.
Renault Korea Motors prodaja več vrst avtomobilov, med drugim tudi električne in hibride.